# خانه احمدبیگ مالکی
خانه احمدبیگ مالکی مربوط به دوره قاجار است و در شهرستان خوسف، روستای خور واقع شده و این اثر در تاریخ ۲۲ مرداد ۱۳۸۴ با شمارهٔ ثبت ۱۳۱۲۰ به‌عنوان یکی از آثار ملی ایران به ثبت رسیده‌است.